# Rue au Corbeau
La rue au Corbeau ou  rue o Corbel est une ancienne rue de Paris, aujourd'hui disparue, qui était située dans le quartier de la Sorbonne (5e arrondissement).

## Origine du nom
L'origine du nom est inconnue.

## Situation
Cette rue était située près des rues de Cluny et des Poirées, vraisemblablement à l'emplacement de la place de la Sorbonne.

## Historique
On ne sait pas grand chose de cette rue qui existait vers 1300 et qui est citée dans Le Dit des rues de Paris de Guillot de Paris sous la forme « rue o Corbel ».